# Dendrobium ayubii
Dendrobium ayubii är en orkidéart som beskrevs av James Boughtwood Comber och Jeffrey James Wood. Dendrobium ayubii ingår i släktet Dendrobium, och familjen orkidéer.
Artens utbredningsområde är Sumatera. Inga underarter finns listade i Catalogue of Life.